# San Martín (Pando)
San Martín ist eine Ortschaft im Departamento Pando im Tiefland des südamerikanischen Andenstaates Bolivien.

## Lage im Nahraum
San Martín (auch: Buena Vista oder Bella Vista) liegt in der Provinz Federico Román und ist der größte Ort im Cantón Makuripi im Municipio Santos Mercado. Die Ortschaft liegt auf einer Höhe von 120 m am rechten, südlichen Ufer des Río Pacahuara, einem linken Nebenfluss des Río Negro, welcher flussabwärts in den Río Abuná mündet.

## Geographie
San Martín liegt im bolivianischen Teil des Amazonasbeckens in der nördlichen Ecke des Landes nahe der Grenze zu Brasilien.
Die mittlere Durchschnittstemperatur der Region liegt bei 26 °C und schwankt nur unwesentlich zwischen 25 °C im Mai und 27–28 °C von Dezember bis Februar (siehe Klimadiagramm Riberalta). Der Jahresniederschlag beträgt etwa 1300 mm, bei einer ausgeprägten Trockenzeit von Juni bis August mit Monatsniederschlägen unter 20 mm und einer Feuchtezeit von Dezember bis Januar mit Monatsniederschlägen von mehr als 200 mm.

## Verkehrsnetz
San Martín liegt in einer Entfernung von etwa 305 Kilometern Luftlinie nordöstlich von Cobija, der Hauptstadt des Departamentos.
San Martín ist nicht auf dem Landweg über befestigte Straßen von Cobija aus zu erreichen, seine Verbindung zur Außenwelt ist nur auf dem Wasserweg über den Río Pacahuara möglich. Die Ortschaft liegt in dem feuchten flachwelligen Gelände zwischen dem nördlich gelegenen Río Abuná und dem südlich gelegenen Río Orthon. Die Anlage von befahrbaren Pisten, erst recht von befestigten Straßen ist in dieser Region sehr aufwändig.

## Bevölkerung
Die Einwohnerzahl des Ortes ist bei der letzten Volkszählung von 2012 mit 240 Einwohnern angegeben, von vorherigen Volkszählungen liegen auf Grund der geringen Ortsgröße und der ungesicherten Ortsbezeichnung keine statistischen Daten vor:
| Jahr | Einwohner         | Quelle       |
| ---- | ----------------- | ------------ |
| 1992 | keine Detaildaten | Volkszählung |
| 2001 | keine Detaildaten | Volkszählung |
| 2012 | 240               | Volkszählung |
| 2024 |                   | Volkszählung |